# Iiviikinvuori
Iiviikinvuori är en kulle i Finland. Den ligger i Vederlax i landskapet Kymmenedalen, i den södra delen av landet, 140 km öster om huvudstaden Helsingfors.
Terrängen runt Iiviikinvuori är mycket platt. Havet är nära Iiviikinvuori åt sydväst.  Närmaste större samhälle är Fredrikshamn, 14,7 km nordväst om Iiviikinvuori. I omgivningarna runt Iiviikinvuori växer i huvudsak barrskog.